# Gary Becker
Gary Stanley Becker (ur. 2 grudnia 1930 w Pottsville, Pensylwania, zm. 3 maja 2014 w Chicago) – amerykański ekonomista, laureat Nagrody Banku Szwecji im. Alfreda Nobla w dziedzinie ekonomii w 1992 roku (wcześniej otrzymał John Bates Clark Medal, 1967).

## Życiorys
Od 1970 roku profesor University of Chicago. Zaliczany jest do przedstawicieli tzw. ekonomicznej szkoły chicagowskiej, postulującej m.in. minimalizowanie roli państwa w działalności gospodarczej. Analizując w latach 50. problemy dyskryminacji społecznej i rasowej przewidział ekonomiczną konieczność upadku apartheidu w Republice Południowej Afryki. Wprowadził do ekonomii pojęcie „inwestycji w człowieka” i wykazał opłacalność pomocy państwa w kształceniu bezrobotnych. Stworzył także nową dyscyplinę operującą na pograniczu polityki, prawa, psychologii, socjologii i kryminologii – ekonomiczną teorię przestępstw.
Za zastosowanie metod mikroekonomii w badaniach nad zachowaniem ludzi, także w kontekście pozarynkowym został wyróżniony Nagrodą Banku Szwecji im. Alfreda Nobla w 1992 r.
W Polsce wydano zbiory jego esejów: Ekonomiczna teoria zachowań ludzkich (1990), Ekonomia życia. Od baseballu do akcji afirmatywnej i imigracji, czyli w jaki sposób sprawy realnego świata wpływają na nasze codzienne życie (2006, wraz z żoną, Guity N. Becker) oraz Nieoczywistości. Ekonomiczna teoria wszystkiego (2013, wraz z Richardem Posnerem).